# Cratere Dein
Dein  è un cratere sulla superficie di Marte.